# مرد ما در کازابلانکا
مرد ما در کازابلانکا (اسپانیایی: Nuestro agente en Casablanca‎؛ ایتالیایی: Il nostro agente a Casablanca) یک فیلم جاس‌اروپایی اسپانیایی-ایتالیایی به نویسندگی و کارگردانی تولیو دمیچلی و نقش‌آفرینی لنگ جفریز است.

## بازیگران
- لنگ جفریز
- تیا فلمینگ
- پیر پائولو کاپونی
- روبن روجو
- خوزه ماریا کافارل